# Vuelta a Andalucía
La Vuelta a Andalucía, también conocida como Ruta del Sol (oficialmente: Vuelta a Andalucía-Ruta Ciclista Del Sol), es una competición ciclista profesional por etapas que se disputa en Andalucía, España, en el mes de febrero.
Los organizadores son Deporte Internacional, S.A. “DEPORINTER”.

## Historia
Creada en 1925 por el entonces secretario de la Unión Velocipédica Española, Miguel Artemán; tras su primera edición no volvería a disputarse hasta treinta años más tarde cuando, en 1955, tomó el relevo organizador la Agrupación Ciclista Malagueña.
La prueba dejó de celebrarse en 1978 tras lo cual, entre 1979 y 1986, pasó a denominarse Ruta Ciclista del Sol. En 1987 volvió a denominarse por su antiguo nombre hasta que, en 1993, la prueba pasó a su denominación actual (escrito también Vuelta a Andalucía Ruta Del Sol" o Vuelta a Andalucía/Ruta Del Sol).
Desde la creación de los Circuitos Continentales UCI en 2005 perteneció al UCI Europe Tour, dentro de la categoría 2 HC. En 2009 se desmarcó del convenio de la Asociación Española de Organizadores de Carreras Ciclistas y la Asociación de Equipos en el cual se obligaba a invitar a todos los equipos españoles y además pagarles una cantidad que los organizadores consideraron desorbitada. y no dejaba crecer a la carrera internacionalmente. De hecho, junto a la Vuelta a Murcia, que tampoco no se adhirió a la normativa de la Real Federación Española de Ciclismo la cual impide la participación de equipos de categoría Continental extranjeros si no participan todos los equipos españoles de esa categoría. Gracias a ello ha provocado una progresiva mejoría de la participación y en la difusión televisiva a nivel mundial.
Casi siempre ha tenido 5 etapas (aunque ha llegado a tener hasta 12), excepto en 2013 que tuvo 4.
De cara a 2020, la carrera pasó a formar parte de las UCI ProSeries dentro de la categoría 2.Pro. En la edición de 2024 no hubo ganador después de haberse podido disputar únicamente una de las cinco etapas previstas.

## Palmarés
| Año                                             | Ganador                      | Segundo                       | Tercero                       |
| ----------------------------------------------- | ---------------------------- | ----------------------------- | ----------------------------- |
| Vuelta a Andalucía                              |                              |                               |                               |
| 1925                                            | Ricardo Montero              | Victorino Otero               | Telmo García                  |
| 1926-1954 ediciones no realizadas               |                              |                               |                               |
| 1955                                            | José Gómez del Moral         | Salvador Botella              | Francisco Alomar              |
| 1956                                            | Miguel Bover Pons            | José Gómez del Moral          | Antón Barrutia                |
| 1957                                            | Hortensio Vidaurreta         | Gabriel Mas                   | Jesús Galdeano                |
| 1958                                            | Gabriel Company              | Gabriel Mas                   | José Gómez del Moral          |
| 1959                                            | Miguel Pacheco               | Joaquín Barceló               | Antonio Jiménez Pareja        |
| 1960                                            | Gabriel Mas                  | José Gómez del Moral          | Juan Santiago                 |
| 1961                                            | Angelino Soler               | José Gómez del Moral          | Gabriel Mas                   |
| 1962                                            | José Antonio Momeñe          | Antón Barrutia                | Gabriel Mas                   |
| 1963                                            | Antón Barrutia               | Antonio Carreras              | Alcino Rodrigo                |
| 1964                                            | Rudi Altig                   | Michel Stolker                | Bas Maliepaard                |
| 1965                                            | José Segú                    | Jesús Isasi                   | Antonio Tous                  |
| 1966                                            | Jesús Aranzabal              | Dieter Puschel                | José María Errandonea         |
| 1967                                            | Ramón Mendiburu              | Gabino Ereñozaga              | José Antonio Momeñe           |
| 1968                                            | Antoine Houbrechts           | Francisco José Juan Granell   | Luis Ocaña                    |
| 1969                                            | Antonio Gómez del Moral      | Jorge Mariné                  | José Manuel Lasa              |
| 1970                                            | José Gómez Lucas             | José Antonio González-Linares | Harm Ottenbros                |
| 1971                                            | Jean-Pierre Monseré          | Jos van der Vleuten           | Roger de Vlaeminck            |
| 1972                                            | Jan Krekels                  | Gérard Vianen                 | José Antonio González-Linares |
| 1973                                            | Georges Pintens              | José Antonio González-Linares | Rik Van Linden                |
| 1974                                            | Freddy Maertens              | Jose Luis Viejo               | José Antonio González-Linares |
| 1975                                            | Freddy Maertens              | Luis Ocaña                    | Dietrich Thurau               |
| 1976                                            | Gerrie Knetemann             | Hennie Kuiper                 | Gerben Karstens               |
| 1977                                            | Dietrich Thurau              | Hennie Kuiper                 | Txomin Perurena               |
| 1978 edición no realizada Ruta Ciclista del Sol |                              |                               |                               |
| 1979                                            | Dietrich Thurau              | Daniel Willems                | Vicente Belda                 |
| 1980                                            | Daniel Willems               | Bernt Johansson               | Eulalio García                |
| 1981                                            | Jos Schipper                 | Ronald De Witte               | Martin Havik                  |
| 1982                                            | Marc Sergeant                | Ángel Arroyo                  | Alberto Fernández Blanco      |
| 1983                                            | Eduardo Chozas               | Antonio Coll                  | Jo Maas                       |
| 1984                                            | Julián Gorospe               | Jaime Vilamajó                | Jesús Blanco Villar           |
| 1985                                            | Rolf Gölz                    | Miguel Induráin               | Jesús Blanco Villar           |
| 1986                                            | Steven Rooks                 | Peter Hilse                   | Iñaki Gastón                  |
| Vuelta a Andalucía                              |                              |                               |                               |
| 1987                                            | Rolf Gölz                    | Jesús Blanco Villar           | Julián Gorospe                |
| 1988                                            | Edwig van Hooydonck          | Jesús Blanco Villar           | Maarten Ducrot                |
| 1989                                            | Fabio Bordonali              | Luc Roosen                    | Peter Hilse                   |
| 1990                                            | Eduardo Chozas               | Miguel Ángel Martínez Torres  | Pascal Lance                  |
| 1991                                            | Roberto Lezaun               | Jesper Skibby                 | Adrie van der Poel            |
| 1992                                            | Miguel Ángel Martínez Torres | Jesús Montoya                 | Herminio Díaz Zabala          |
| Vuelta a Andalucía "Ruta Ciclista Del Sol"      |                              |                               |                               |
| 1993                                            | Julián Gorospe               | Edwig van Hooydonck           | Neil Stephens                 |
| 1994                                            | Stefano della Santa          | Luc Roosen                    | Francisco Cabello Luque       |
| 1995                                            | Stefano della Santa          | Francisco Cabello Luque       | Mariano Rojas                 |
| 1996                                            | Neil Stephens                | Alexandr Gonchenkov           | Peter Farazijn                |
| 1997                                            | Erik Zabel                   | Johan Museeuw                 | David Etxebarria              |
| 1998                                            | Marcelino García Alonso      | Laurent Jalabert              | David Etxebarria              |
| 1999                                            | Javier Pascual Rodríguez     | Santiago Botero               | Santi Blanco                  |
| 2000                                            | Miguel Ángel Peña Cáceres    | Francisco Cabello Luque       | Aitor Garmendia               |
| 2001                                            | Erik Dekker                  | Marc Wauters                  | Aleksandr Shefer              |
| 2002                                            | Antonio Colom                | Axel Merckx                   | Javier Pascual Rodríguez      |
| 2003                                            | Javier Pascual Llorente      | Davide Rebellin               | Alejandro Valverde            |
| 2004                                            | Juan Carlos Domínguez        | Carlos García Quesada         | Samuel Sánchez                |
| 2005                                            | Francisco Cabello Luque      | Dani Moreno                   | José Luis Martínez Jiménez    |
| 2006                                            | Carlos García Quesada        | Rodrigo García Rena           | Adolfo García Quesada         |
| Vuelta a Andalucía-Ruta Ciclista Del Sol        |                              |                               |                               |
| 2007                                            | Óscar Freire                 | Darío Cioni                   | Tadej Valjavec                |
| 2008                                            | Pablo Lastras                | Clément Lhotellerie           | Cadel Evans                   |
| 2009                                            | Joost Posthuma               | Xavi Tondo                    | Davide Rebellin               |
| 2010                                            | Michael Rogers               | Jurgen van den Broeck         | Sergio Pardilla               |
| 2011                                            | Markel Irizar                | Jurgen van den Broeck         | Levi Leipheimer               |
| 2012                                            | Alejandro Valverde           | Rein Taaramäe                 | Jérôme Coppel                 |
| 2013                                            | Alejandro Valverde           | Jurgen van den Broeck         | Bauke Mollema                 |
| 2014                                            | Alejandro Valverde           | Richie Porte                  | Luis León Sánchez             |
| 2015                                            | Chris Froome                 | Alberto Contador              | Beñat Intxausti               |
| 2016                                            | Alejandro Valverde           | Tejay van Garderen            | Bauke Mollema                 |
| 2017                                            | Alejandro Valverde           | Alberto Contador              | Thibaut Pinot                 |
| 2018                                            | Tim Wellens                  | Wout Poels                    | Marc Soler                    |
| 2019                                            | Jakob Fuglsang               | Ion Izagirre                  | Steven Kruijswijk             |
| 2020                                            | Jakob Fuglsang               | Jack Haig                     | Mikel Landa                   |
| 2021                                            | Miguel Ángel López           | Antwan Tolhoek                | Julen Amezqueta               |
| 2022                                            | Wout Poels                   | Cristián Rodríguez            | Miguel Ángel López            |
| 2023                                            | Tadej Pogačar                | Mikel Landa                   | Santiago Buitrago             |
| 2024                                            | no otorgado                  |                               |                               |
| 2025                                            | Pavel Sivakov                | Clément Berthet               | Thomas Pidcock                |

## Estadísticas

### Más victorias
| Ciclista            | Victorias | Años                          |
| ------------------- | --------- | ----------------------------- |
| Alejandro Valverde  | 5         | 2012, 2013, 2014, 2016 y 2017 |
| Freddy Maertens     | 2         | 1974 y 1975                   |
| Dietrich Thurau     | 2         | 1977 y 1979                   |
| Eduardo Chozas      | 2         | 1983 y 1990                   |
| Julián Gorospe      | 2         | 1984 y 1993                   |
| Stefano della Santa | 2         | 1994 y 1995                   |
| Jakob Fuglsang      | 2         | 2019 y 2020                   |

En negrilla corredores activos.

### Victorias consecutivas
- Tres victorias seguidas:
  -  Alejandro Valverde (2012, 2013, 2014)

- Dos victorias seguidas:
  -  Freddy Maertens (1974, 1975)
  -  Stefano della Santa (1994, 1995)
  -  Alejandro Valverde (2016, 2017)
  -  Jakob Fuglsang (2019, 2020)

En negrilla corredores activos.

## Palmarés por países
| País         | Victorias | Último vencedor             |
| ------------ | --------- | --------------------------- |
| España       | 37        | Alejandro Valverde en 2017  |
| Bélgica      | 9         | Tim Wellens en 2018         |
| Países Bajos | 7         | Wout Poels en 2022          |
| Alemania     | 6         | Erik Zabel en 1997          |
| Italia       | 3         | Stefano della Santa en 1995 |
| Australia    | 2         | Michael Rogers en 2010      |
| Dinamarca    | 2         | Jakob Fuglsang en 2020      |
| Reino Unido  | 1         | Chris Froome en 2015        |
| Colombia     | 1         | Miguel Ángel López en 2021  |
| Eslovenia    | 1         | Tadej Pogačar en 2023       |
| Francia      | 1         | Pavel Sivakov en 2025       |